# Тома Поповић
Тома Поповић (Сплит, 15. јун 1930 — Београд, 4. мај 2002) био je српски историчар, који је свој радник век провео при Историјском институту САНУ. Интересовања и истраживања Томе Поповића била су махом фокусирана на период ране модерне историје Балкана, са посебним освртом на историју привреде и трговине, те развоја градова.

## Биографија
Тома Поповић рођен је 15. јуна 1930. године у Сплиту. Основно и средње
образовање стекао је у Београду, где је и дипломирао 1958. године на групи за
историју Филозофског факултета. Најпре је радио као професор у осмогодишњој
школи у Сјеници, а затим као архивист у Државном архиву СР Србије. Докторску
дисертацију Турска и Дубровник у XVI веку (Политички односи) одбранио је 1965.
године на Филозофском факултету у Београду. 
У Историјском институту САНУ био је запослен од 1962. године па до пензионисања 1996. године.  За научног сарадника изабран је 1967, вишег научног сарадника 1973, а за научног саветника 1978. године. Боравио је на студијским боравцима у Сенигаљи и Мајнцу. Био је и стипендиста фондације Alexander Von Humbolt.
Преминуо је 4. маја 2002. у Београду.

## Научни рад
Тома Поповић бавио се прошлошћу српског народа под османском влашћу (XVI–XVIII век), привредним везама Османског царства и околних европских држава, нарочито оних смештених у басену Медитерана, као и друштвеним односима у оквиру самог Османског царства. У његове радове било је уткано обиље драгоцених података, које је прикупио приликом обимних и дуготрајних архивских истраживања у архивима Дубровника, Задра, Котор, Венеције, Анконе, Сенигаље, Ђенове, Фиренце и Аугзбурга.
У научном опусу Томе Поповића најистакнутије место заузима књига Отоманско царство  и Дубровник у XVI веку (Београд 1973). Овај изузетно значајан век у односима између моћног царства и мале, али веома значајне медитеранске државе Т. Поповић сместио је у контекст ширих политичких прилика које су владале у Европи XVI века, у време стварања значајних апсолутистичких монархија и одржавања равнотеже међу њима. На западу то су биле Шпанија и Француска, на истоку Отоманско царство. На међи ова два цивилизацијска круга Дубровник је успео да опстане, неопходан и једнима и другима, јер је једини био способан да преузме улогу посредника у трговини између Османског царства и европских држава, и то пре свега због разгранате мреже својих колонија како на Балканском полуострву, тако и на Западу, као и због снаге своје морнарице. Својом књигом Т. Поповић је успео да покаже сву сложеност тих односа, почев од улоге Дубровника у турско-млетачком рату (1499–1503) до одјека аустро-турског рата (1593) у Дубровнику.
Иако су и други веома значајни радови Томе Поповића посвећени Дубровнику и Дубровчанима и њиховом значају како за историју српског народа, тако и за историју Европе превасходно у XVI веку (Dubrovnik za vreme Kiparskog rata 1569–1572 (1969); Трговачки односи Дубровника и Анконеу другој половини XVI века (1970); Дубровачка колонија у Смедереву од 1459. до краја XVI века (1970); Дубровачка колонија у Крушевцу (1972), Дубровачка архивска грађа о Београду II, III (1976, 1986); Дубровачка колонија у Нишу. Ниш у делима путописаца (1983), ова по територијалном опсегу мала, али важна медитеранска трговачка република није била искључиви предмет његовог научног интересовања. Од осталих његових радова и студија пре свега све мора скренути пажња на преглед привредних токова у XVI и XVII веку, објављеном у III тому Историје српског народа (1993), а затим и на радове посвећене догађајима у Београду у време аустријско-турског рата 1566. године (1960), управној организацији херцеговачког санџака у XVI веку (1960), словенским пребезима у Сенигаљи (1974), трговцима муслиманима у балканској спољној трговини у XV веку (1986), сеобама Срба у XVI и XVII веку (1990), балканској чаршији у XVI и XVII веку (1991), структури турског града (1997). Т. Поповић је приредио и изузетно интересантне мемоаре Нићифора Нинковића (1972), као и у историографској науци изузетно цењена писма Бартоломеу Борђанију 1593–1595 (1984).

## Рад на дубровачкој архивској грађи о Београду
Посебан значај и пажњу заслужује рад Томе Поповића на објављивању стране архивске грађе о историји српског народа и његових градова. Непосредно после смрти Јорја Тадића, Поповић је наставио рад на публикацији дубровачке грађе о историји Београда, што је окончано објављивањем другог тома ове серије, 1976. године, који се фокусирао на период између 1572. и 1593. Тежиште рада ускоро у потпуности преузима у своје руке, објављујући и трећи том 1986. а чији је фокус био на период између 1593. и 1606. Значај објављене документације је прворазредан, пошто је омогућио реконструкцију прошлости привреде и живота у Београду са краја XVI и почетка XVII века.
Други том, на коме је рад отпочео Јорјо Тадић, обухватио је 382 објављена документа. Поменути материјал био је праћен табеларним приказом задужења дубровачких трговаца из Београда у Дубровнику у периоду између 1572. и 1593. Трећи том, далеко обимнији од свих претходних, обухватио је 627 докумената, објављених на исти начин, заједно са табеларним приказом задужења дубровачких трговаца из Београда у Дубровнику у периоду између 1593. и 1606.

## Писма Бартоломеу Борђанију
Године 1984. у својој серији Споменици бр. CXXIV Српска академија наука и уметности објавила је Писма Бартоломеу Борђанију настала у периоду између 1593. и 1595, зборник докумената проистекао из труда и рада Томе Поповића. У укупно 505 објављених докумената (односно 481, пошто 24 писма представљају копије оригинала које је Борђани добио), заједно са критичким коментарима, сажет је део живота и рада Бартоломеа Борђанија, фирентинског велетрговца, поморског привредника и бродовласника који је 1592. постао главни ризничар Дубровачке републике, те најутицајни посредник између италијанских градова и фирентиске колоније у Сарајеву. Остао је познат и по томе што је 1599. саградио огроман трговачки брод Santa Crose (1600. поринут је у море с грушког бродоградилишта). Године 1606. почео је градити нови брод типа наве, назвавши га Santissima Nunciata et Santo Ioanni, познат међу Дубровчанима и као nava Borgianna. Године 1607. Борђани постао је држављанин Дубровачке републике, а 1613. био је примљен у дубровачку братовштину Лазарина. Тих година оженио се Дубровчанком. Умро је у Дубровнику 1631. године. Његовом смрћу, угасила се лоза Борђанија из Фиренце.
Уложени труд Томе Поповића на објављивању ове грађе посебно је похваљен. Поред припреме огромног броја докумената, уз писање пратећих коментара, аутор је успео да дешифрује текст неколико писама која су, до тог тренутка, сматрана практично нечитљивим. Највећи број документара из ове збирке био је у облику ситне књиге, са печатима са илицијалима или породичним симболима узетим са грбова. Писма су распоређена према коресподентима (њих 93 чал), хронолошки, чиме је олакшан приступ материји. Коресподенти су долази са разних страна - из Фиренце, Анконе, Сарајева, Венеције, Београда, Новог Пазара итд. Уз то, Тома Поповић је написао и краћу биографију Бартоломеа Борђанија.

## Тома Поповић као хроничар отоманског града на Балкану
Посебну пажњу, током своје каријере, Тома Поповић посветио је развоју и животу српских градова под отоманско влашћу. Немали број његових радова бавио се изгледом и функционисањем ових градова, при чему је аутору посебну пажњу привлачио живот и рад дубровачких трговаца у Смедереву. Тако су радови Дубровчани у Смедереву, Латини у балканској чаршији, те посебно Дубровачка колонија у Смедереву од 1459. до краја XVI века поред обиља архивских података о свакодневном животу и раду Дубровчана пропраћени и табеларним приказом којим се документовало њихово присуство у граду. У радовима попут La “čarši” balkanique aux XVI et XVII siécles - Балканска чаршија XVI и XVII века тежио је да представи систем функционисања ових градова. Поред Смедерева и Београда, написао је и радове о Нишу, Пироту и Крушевцу. Општи поглед на питање српске градске и сеоске привреде обрадио је у поглављу Привреда у XVI и XVII веку : сеоска и градска привреда у оквиру III тому Историје српског народа.

## Мемоари Нићифора Нинковића
Године 1972. Тома Поповић приредио је за штампу мемоаре Нићифора Нинковића. Рукопис мемоара Нићифора Нинковића пронађен је у оставштини Симе Милутиновића Сарајлије. Народној библиотеци у Београду уступио га је, 1947. године, Милорад Милутиновић. Сам Нићифор Нинковић био је писар, учесник Првог српског устанка, дугогодишњи лични берберин кнеза Милоша Обреновића, познавалац више страних језика, лекар, пустолов и једна од најнеобичнијих појава српске књижевности 19. века.